# Paracrocidura
A Paracrocidura az emlősök (Mammalia) osztályának Eulipotyphla rendjébe, ezen belül a cickányfélék (Soricidae) családjába és a fehérfogú cickányok (Crocidurinae) alcsaládjába tartozó nem.

## Előfordulásuk
A Paracrocidura-fajok kizárólag Afrika középső tájain fordulnak elő.

## Rendszerezés
A nembe az alábbi 3 élő faj tartozik:
- Paracrocidura graueri Hutterer, 1986
- Paracrocidura maxima Heim de Balsac, 1959
- Schouteden-cickány (Paracrocidura schoutedeni) Heim de Balsac, 1956 - típusfaj